# Stella Maris

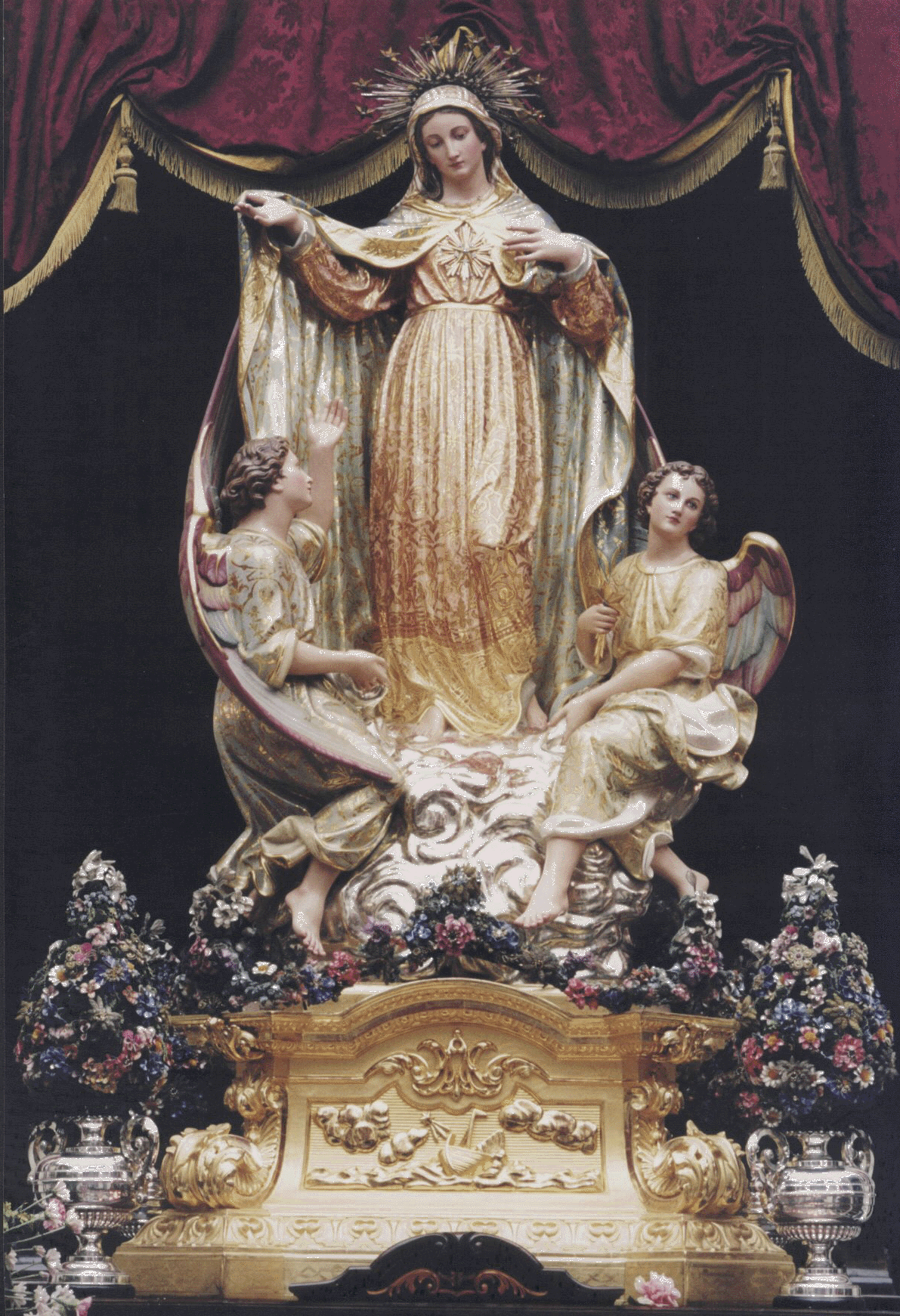
La statua di Our Lady Star of the Sea (Maria Stella Maris) venerata nella chiesa di Sliema (Malta).

Stella Maris (Stella del mare) è un titolo, fra i più antichi, per la Vergine Maria, madre di Gesù.
Il titolo è utilizzato per enfatizzare il ruolo di Maria come segno di speranza e come stella polare per i cristiani; con questo titolo, la Vergine Maria è invocata come guida e protettrice di chi viaggia o cerca il proprio sostentamento sul mare, titolo simile a quello di Odigitria.

## Storia
"Stella Maris" è uno dei nomi di α Ursae Minoris (o Polaris) perché è stata utilizzata per la navigazione astronomica in mare fin dall'antichità.

Il nome venne applicato alla Vergine Maria nella traduzione latina che san Girolamo fece di un onomasticon anche se questo è in realtà un termine improprio in base a un errore di trascrizione. Il nome ebraico Miryam, che significa "goccia del mare", è stato tradotto da san Girolamo in "Stilla Maris", ma, in una fase successiva, un copista lo ha trascritto come "Stella Maris", e questo errore di trascrizione è divenuto di uso comune.
San Pascasio Radberto nel IX secolo ha scritto di Maria Stella Maris come di una guida da seguire sulla via a Cristo «per non ribaltarsi in mezzo alle onde tempestose del mare».

Nel XII secolo san Bernardo di Chiaravalle ha scritto: «Se i venti della tentazione crescono, se sei spinto contro gli scogli delle tribolazioni, guarda alla stella, invoca Maria; se sei sballottato sulle onde di orgoglio, ambizione, invidia, rivalità, guarda alla stella, invoca Maria; quando la rabbia o l'avarizia o il desiderio carnale assalgono violentemente la fragile nave della tua anima, guarda la stella, invoca Maria».
Giovanni Battista Guarini nel '600 scrisse che l'umiltà di Maria si contrappose alla profondità dell'Abisso dal quale la Bestia era ascesa sulla terra, e come, afferma il Magnificat fu esaltata da Dio come la Sua «umilissima ancella»:
(Della gierarchia ouero del sacro regno di Maria Vergine madre di Dio, Venezia, appresso Matthio Valentini, 1600)
Le stelle per quanto grandi si vedono piccolissime dal mare: Maria appare come la più grande e la più brillante di tutte, visibile come tale anche dal punto più buio e profondo dell'Abisso.
Altre fonti
Papa Pio XII nella sua enciclica Doctor Mellifluus (1953), citando Bernardo di Chiaravalle, scrive: «Maria ... è detta Stella del mare e la denominazione si addice mirabilmente alla Vergine Madre .. (perché) come il raggio non diminuisce la luminosità della stella, così il Bimbo nato da Lei non offusca la bellezza della Sua verginità».

## Devozione

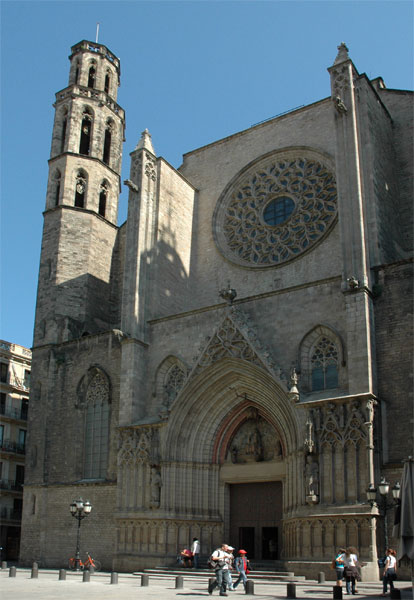
Basilica di Santa Maria del Mar
Barcellona

L'idea di Maria come la stella polare per la gente di mare ha portato alla devozione alla Madonna in molte comunità cattoliche costiere e di pescatori.
Numerose chiese, scuole e collegi sono dedicati a Maria Stella Maris.
La devozioni a questo titolo di Maria si ritrova anche nell'antico e popolare canto "Ave Maris Stella".